# Ewa Klajman-Gomolińska
Ewa Klajman-Gomolińska (ur. 14 marca 1966 w Olsztynie) – polska poetka, pisarka, publicystka, krytyczka literacka. Autorka siedemnastu książek.

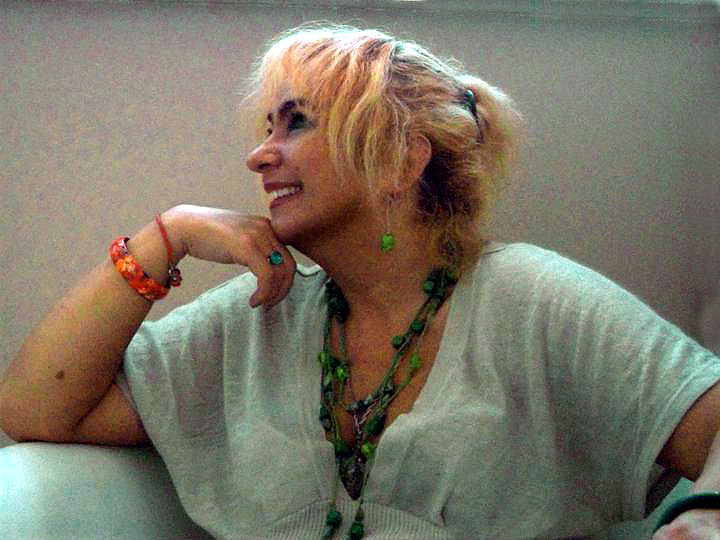
Ewa Klajman-Gomolińska (2013)

## Życiorys
Od czasów licealnych członek Korespondencyjnego Klubu Młodych Pisarzy oraz Robotniczego Stowarzyszenia Twórców Kultury. W okresie studiów polonistycznych współzałożycielka studenckiej grupy literackiej "Ornament". Debiut prasowy w Głosie Młodych (1983).  W pierwszej połowie lat 80. XX w. otrzymała kilka nagród w konkursach literackich, m.in. wyróżnienie w Ogólnopolskim Konkursie Poetyckim "O Laur Liścia Akantu", czy też nagrodę w konkursie im. Michała Kajki. Od kilku lat prezentuje swoją twórczość także w blogosferze - rubinoweokno.blogspot.com (Baribum).
Jest członkiem Związku Literatów Polskich.

## Nagrody
Ewa Klajman-Gomolińska jest laureatką wielu konkursów i turniejów literackich m.in.:
- Wyróżnienie w Ogólnopolskim Konkursie Poetyckim, Siedlce 2000[6][10]
- II miejsce w Turnieju Jednego Wiersza, Świebodzin 2000[6]
- Nagroda za wrażliwe i twórcze spostrzeganie świata i ludzi przyznana przez Skarbnicę Współczesnych Poetów w 2001[6][11]
- Wyróżnienie za opowiadanie Drewniany ptak w Ogólnopolskim Konkursie Literackim im. Szaloma Asza, Kutno 2001[6][12]
- I miejsce za Ars poeticę w Ogólnopolskim Konkursie Poetyckim, Płońsk 2001[6]
- Wyróżnienie za cykl erotyków w Ogólnopolskim Konkursie Poetyckim, Szczecin 2002[6]
- Wyróżnienie za cykl wierszy o tematyce celtycko-bretońskiej w konkursie ogłoszonym z okazji Dni Bretanii, Olsztyn 2002[6]
- Nagroda Główna w Konkursie na debiutancki tom poetycki z okazji 650-lecia Olsztyna, Miejsce na ziemi, Olsztyn 2003[6][13]
- Wyróżnienie w I Ogólnopolskim Konkursie Poetyckim im. Cypriana Kamila Norwida, Pruszków 2003[6][14]
- Wyróżnienie w kategorii prozy w VI Ogólnopolskim Konkursie Literackim im. Leopolda Staffa, Starachowice-Skarżysko 2003[6]
- Nagroda Specjalna za poemat Płońscy Żydzi w Ogólnopolskim Konkursie Poetyckim, Płońsk 2004[6]
- Wyróżnienie w Szóstym Agonie Poetyckim "O wieniec Akantu", Bydgoszcz 2006[6][15]
- Wyróżnienie w V Konkursie Poezji im. Zbigniewa Herberta, 2007[6][16]
- Nagroda Główna im. Anny Kamieńskiej za tom poetycki W samym miąższu pomarańczy, Krasnystaw 2008[6][17]
- Wyróżnienie w III Ogólnopolskim Konkursie Poetyckim Nuta Serca 2009 "Homo Ludens XXI Wieku" za wiersz Niewidomy wygląda przez okno, Ostrów Wielkopolski 2009[6][18]
- Nominacja do Nagrody Głównej im. Anny Kamieńskiej za tom poetycki Milczenia z Bogiem, Krasnystaw 2012[6][8]
- Nagroda w konkursie literackim "Poezja w blasku świąt", Kraków 2024[19]
- Nominacja w plebiscycie Gazety Olsztyńskiej i grupy wydawniczej Polska Press 'OSOBOWOŚĆ ROKU 2024' w kategorii Kultura w Olsztynie za "ponad 40-stoletnią pracę twórczą promującą Polskę, w tym region Warmii i Mazur na arenie międzynarodowej. Za wydanie w 2024 roku 17. książki - "Akademia światła", za nagrodę w konkursie literackim "Poezja w blasku świąt" oraz szereg innych wyróżnień literackich.", 2025[20]
- Nagroda za zajęcie I miejsca w plebiscycie Gazety Olsztyńskiej i grupy wydawniczej Polska Press 'OSOBOWOŚĆ ROKU 2024' w kategorii Kultura w Olsztynie, 2025[21]

## Twórczość
Jest autorką 17 książek:
- Miejsce na ziemi, Olsztyn 2003[13]
- Sługa, niewolnik i błazen, Bydgoszcz 2006[22]
- W samym miąższu pomarańczy, Lublin 2007[17]
- Pędzące noce w wagonach, Bydgoszcz 2007[23]
- Eloi, Lublin 2008[24]
- Rzeź komunistów, Bydgoszcz 2009[25]
- Milczenia z Bogiem, Lublin 2010[26]
- Babel, Warszawa 2013[27]
- Iluzja, Zelów 2014[28]
- Moja przygoda z Merlin, Kraków 2018[29]
- Nędznicy. Podróż międzyplanetarna. Dygresje eseistyczne, Kraków 2019[30]
- Bibuła. Trzepot pióra. Teksty krytycznoliterackie, Kraków 2020[31]
- Trzynaście. Matka, Kraków 2020[32]
- SSIE. TOM 2. TOM 1 NIGDY NIE POWSTAŁ, Kraków 2021[33]
- Ha! IQ. Krajobraz wyrazu, Kraków 2021[34]
- Merlin. Magia Salem, Kraków 2023[35]
- Akademia światła. Utwory wybrane, Wrocław 2024[36]

Jest współautorką następujących wydań zbiorowych:
- Nie ma patentu na życie, Ostróda 1985[2]
- W drodze na Parnas, Olsztyn 1987[5]
- Człowiek-Dobro-Piękno, Siedlce 2000[10]
- Świadectwo obecności, Ostróda 2001[3]
- Antologia poezji 2001, Warszawa 2001[11]
- Antologia poezji 2002, Warszawa 2002[37]
- Duch norwidowski, Pruszków 2003[14]
- Materiały z V Konkursu Literackiego im. Szaloma Asza Kutno 2001, Kutno 2003[12]
- Co nam w duszy gra i nie gra, Bydgoszcz 2006[15]
- Burza bez epilogu, Celestynów 2007[16]
- Antologia 'Akantu' 2003-2007, Bydgoszcz 2008[38]
- Młodość skrzydlata..., Bydgoszcz 2008[39]
- Katalog księgarni NORBERTINUM, Lublin 2008[40]
- Homo ludens XXI wieku, Ostrów Wielkopolski 2010[18]
- A duch wieje kędy chce..., Lublin 2011[41]
- Osobność nasza..., Bydgoszcz 2012[42]
- IMIONA MIŁOŚCI Almanach współczesnej poezji i prozy o tematyce miłosnej, Starachowice 2016[43]
- Antologia Poetów Polskich 2017, Warszawa 2017[44]
- Antologia 'Akantu' 2013-2017, Bydgoszcz 2018[45]
- "Papa can you hear me?", Olsztyn 2020[46]
- "toMy i Przyjaciele. Kłobukiem po Warmii i Mazurach" 2021/2022, Olsztyn 2022[47]
- "Poezja w blasku świąt", Kraków 2024[48].